# Simpang Talap
Simpang Talap is een bestuurslaag in het regentschap Mandailing Natal van de provincie Noord-Sumatra, Indonesië. Simpang Talap telt 371 inwoners (volkstelling 2010).